# Grube Frischglück
Die Grube Frischglück war ein Bergwerk auf manganhaltiges Brauneisenerz bei Neuenbürg im Enztal. Der Abbau von Eisenerz wurde bei Neuenbürg bereits in keltischer Zeit um 500 v. Chr. (Frühlatènezeit) betrieben. Die Grube Frischglück war von 1770 bis 1866 in Betrieb. Seit 1985 wird die Grube als Besucherbergwerk betrieben.

## Geologie
Die Grube baut auf dem Neuenbürger Gangrevier, das sich südlich von Pforzheim erstreckt. Das Revier hat eine west-östliche Ausdehnung von 15 km und beinhaltet 70 Hydrothermalgänge. Die ertragreichen Gänge liegen im Buntsandstein und weisen eine Mächtigkeit im Zentimeterbereich bis zu vier Meter auf, typisch sind ein Meter. Die erzführenden Gänge sind mit Brekzien gefüllt, diese bestehen aus Schwerspat und Buntsandstein und sind mit Brauneisen umkleidet. Das manganhaltige Eisenerz hatte einen Eisengehalt von 50 Prozent und war deswegen für die Stahlherstellung sehr willkommen.

## Geschichte

### 500 bis 100 v. Chr. – keltische Zeit
Bereits in der Frühlatènezeit um 500 v. Chr. wurde bei Neuenbürg Eisenerz abgebaut und verhüttet. Der Bergbau auf Eisenerz fand oberflächennah statt, da Tiefbau und größere Schächte unbekannt waren. Der keltische Bergbau bei Neuenbürg war so bedeutend für die Kelten, dass sie eine befestigte Höhensiedlung auf dem Schlossberg bei Neuenbürg errichteten. Dort wurden umfangreiche Schlackereste und Eisengeräte gefunden, die aus dem vor Ort gefundenen Eisenerz hergestellt worden waren. In unmittelbarer Nähe zur Grube Frischglück wurden sieben Rennöfen gefunden, die das Eisen aus dem Erz gewannen. Weitere 50 Rennöfen wurden durch geomagnetische Messungen bestätigt. Die Anlage zählt zu der ältesten bekannten Eisenverhüttung in Mitteleuropa. Aus 50 kg Erz plus Holzkohle wurden etwa 1 kg Eisen erschmolzen.

### 70 bis 250 n. Chr. – römische Zeit
Die Römer siedelten zwischen 70 und 250 n. Chr. in der Region. Eisenabbau und Verarbeitung wurden von den Römern weiter betrieben, bei Pforzheim lag eine römische Eisenhütte, die lokal geschürftes Eisenerz verarbeitete.

### 800 n. Chr. bis 15. Jahrhundert – Mittelalter
Urkundliche Belege für den Eisenerzbergbau im frühen Mittelalter existieren nicht, allerdings wurde durch mehrere Grabungskampagnen nachgewiesen, dass im 8. und 9. Jahrhundert Bergbau auf Eisenerz betrieben wurde.
In den Jahren 1100 bis 1442 finden sich Belege für Bergbau durch die Grafen von Straubenhardt (siehe auch: Ruine Straubenhardt), 1527 wurden fünf Eisenerz-Bergwerke bei Neuenbürg urkundlich erwähnt.

### 16. Jahrhundert bis 18. Jahrhundert – frühe Neuzeit
Eine erste neuzeitliche Erwähnung des Bergbaus findet sich unter Herzog Eberhard III, der ab 1654 erste Stollen vortreiben ließ. Dies war jedoch nicht erfolgreich und wurde zwei Jahre später aufgegeben. Der Bergbau erfolgte weiter nur an der Oberfläche. Ab 1720 wurde dann erstmals Tiefbau betrieben, erste Stollen waren der Christians- und der Jakobsstollen im Gewann Schnaizteich. Ab 1758 wurde der Grubenbetrieb aus wirtschaftlichen Gründen vorübergehend eingestellt.

### 1770 bis 1866 – Haupt-Betriebsperiode
Ab 1770 begann die Betriebsperiode der heutigen Grube Frischglück. Nach 1797 wurde das gewonnene Eisenerz im Königlichen Hüttenwerk in Friedrichstal (später: Schwäbisches Hüttenwerk SHW) verarbeitet, wobei die Strecke für den Erztransport 60 km betrug. Das gewonnene Erz war auf Grund der geringen Schwefel-Beimengung und der Kupfer-Armut ideal für die Produktion von Gusseisen.
Im frühen 19. Jahrhundert wurden erste, sehr erfolgversprechende Versuche zur Stahl-Erzeugung aus dem Erz der Grube Frischglück unternommen, die auf Initiative von Friedrich II. von Württemberg zurückgingen. In der ersten Hälfte des 19. Jahrhunderts war die Ausbeute der Grube groß, es wurden zwischen 1770 und 1843 über 2625 t Eisenerz gewonnen. Ab 1851 wurde mit Sprengvortrieb gearbeitet und Gedinge-Arbeit eingeführt, die zur Akkord-Arbeit führte. Ab 1866 kam der Bergbau zum Erliegen, die Vorräte waren erschöpft und die Nachfrage sank, zumal die Beschaffenheit und vor allem die Festigkeit des Gesteins enorme Kosten verursachten.

### 1985 bis heute – Besucherbergwerk
Ab 1975 wurde die Bergbaugeschichte von Neuenbürg von interessierten Bürgern erforscht, was ab 1979 zu ersten Aufwältigungs-Arbeiten an der Grube Frischglück führte. Am 30. März 1985 wurde die Grube als Besucherbergwerk eröffnet.
Das Besucherbergwerk zeigt auf drei Sohlen und einem etwa einstündigen Rundgang zentrale Abschnitte der Grube Frischglück. Insbesondere die Abbaumethode Firstenbau, sowie zahlreiche gut sichtbare Eisenerz- und Schwerspatgänge sind sichtbar, zudem sind Suchstollen und Harnische zu erkunden. Direkt neben der Grube befindet sich das archäologische Ausgrabungsareal mit den 2500 Jahre alten Rennöfen.